# Pomacanthus
Pomacanthus – rodzaj morskich ryb okoniokształtnych z rodziny pomakantowatych.

## Klasyfikacja
Gatunki zaliczane do tego rodzaju:
- Pomacanthus annularis – ustniczek pierścieniowaty[potrzebny przypis]
- Pomacanthus arcuatus – ustniczek francuzik[potrzebny przypis]
- Pomacanthus asfur
- Pomacanthus chrysurus – ustniczek białopręgi[potrzebny przypis]
- Pomacanthus imperator – ustniczek cesarski[potrzebny przypis]
- Pomacanthus maculosus – ustniczek cętkowany[potrzebny przypis]
- Pomacanthus navarchus
- Pomacanthus paru – ustniczek czarny[potrzebny przypis]
- Pomacanthus rhomboides
- Pomacanthus semicirculatus – ustniczek królewski[potrzebny przypis]
- Pomacanthus sexstriatus
- Pomacanthus xanthometopon
- Pomacanthus zonipectus

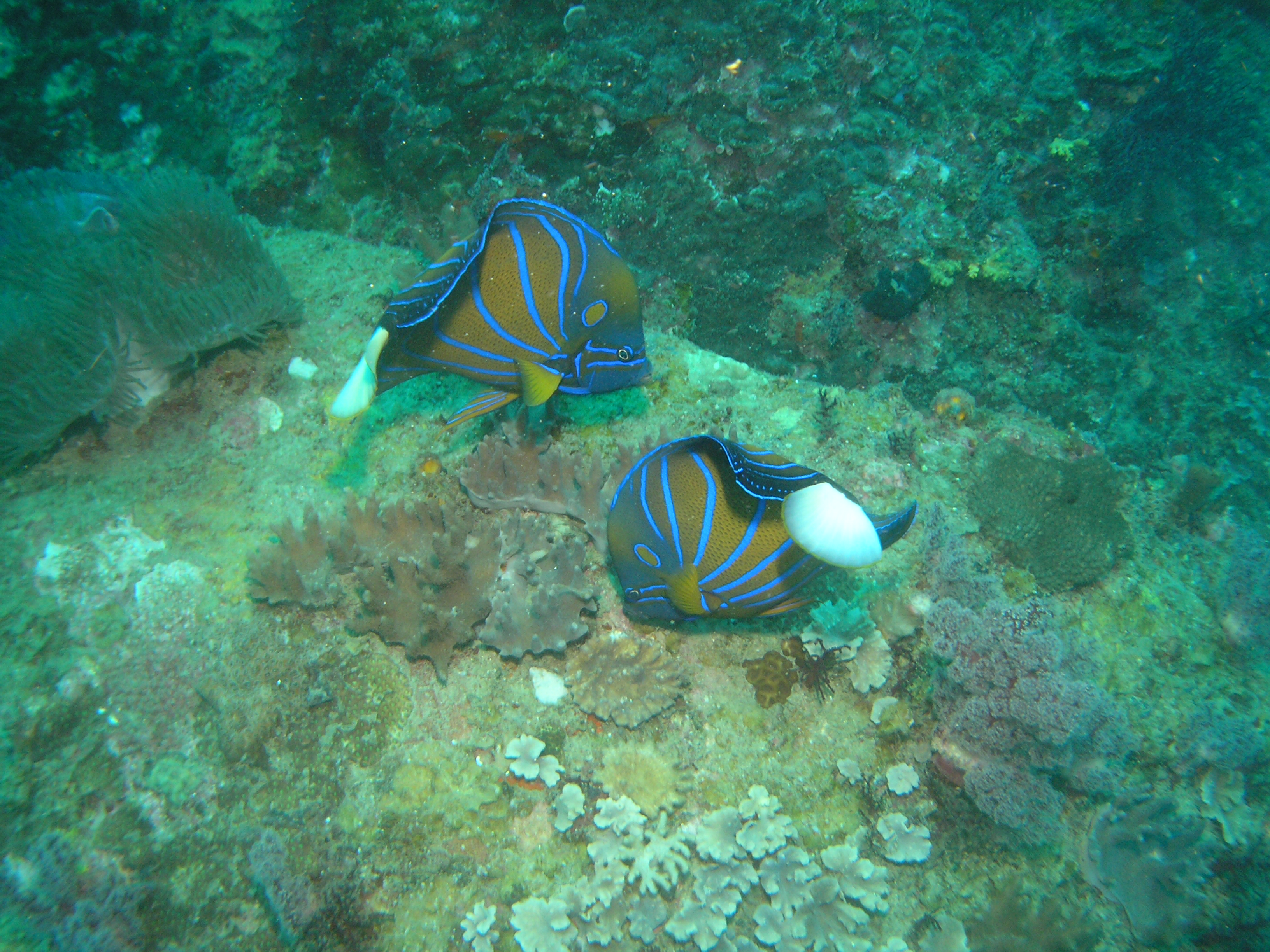
Pomacanthus annularis
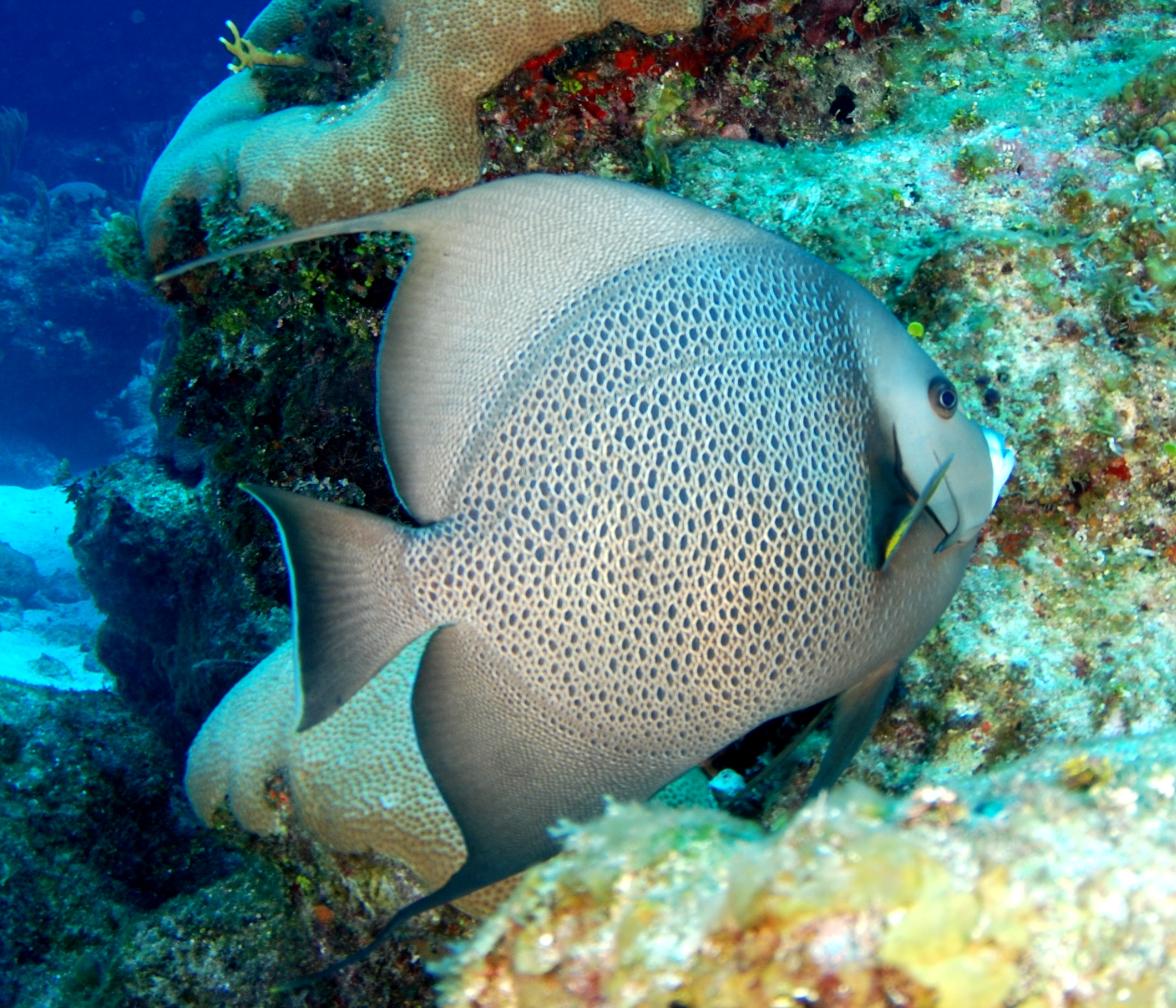
Pomacanthus arcuatus
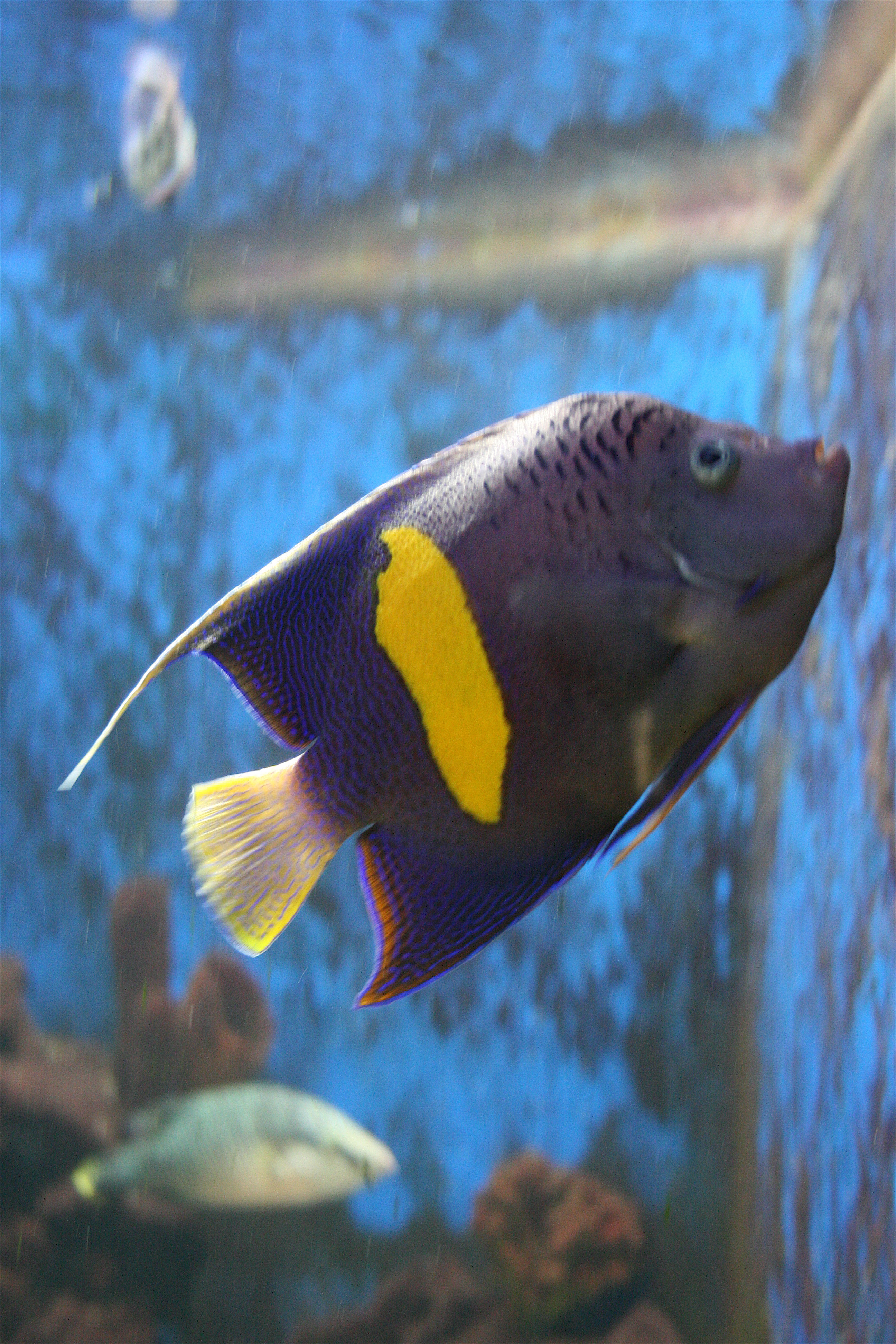
Pomacanthus asfur
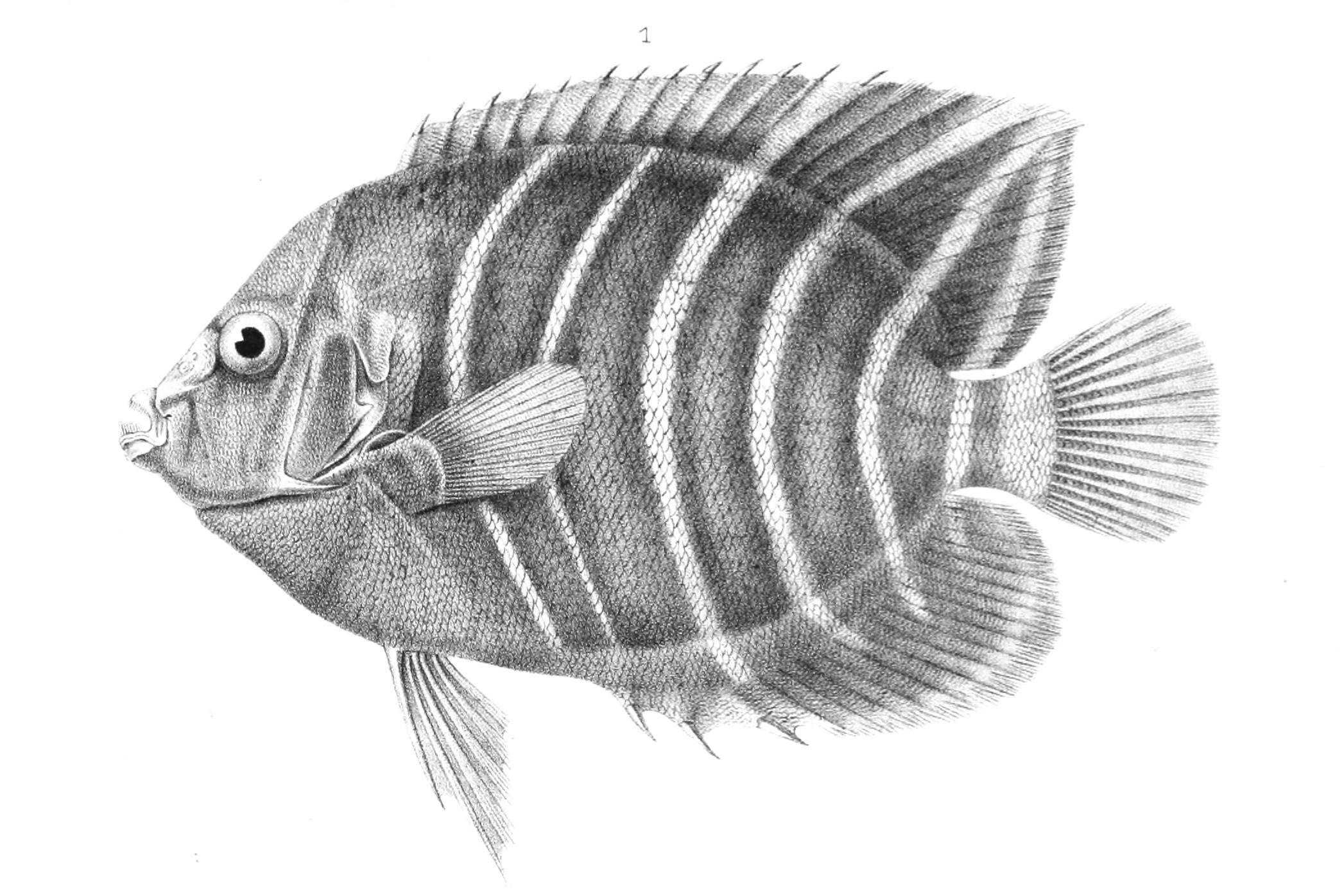
Pomacanthus chrysurus
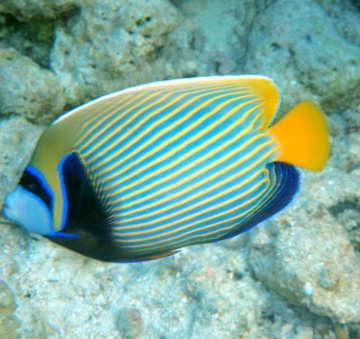
Pomacanthus imperator
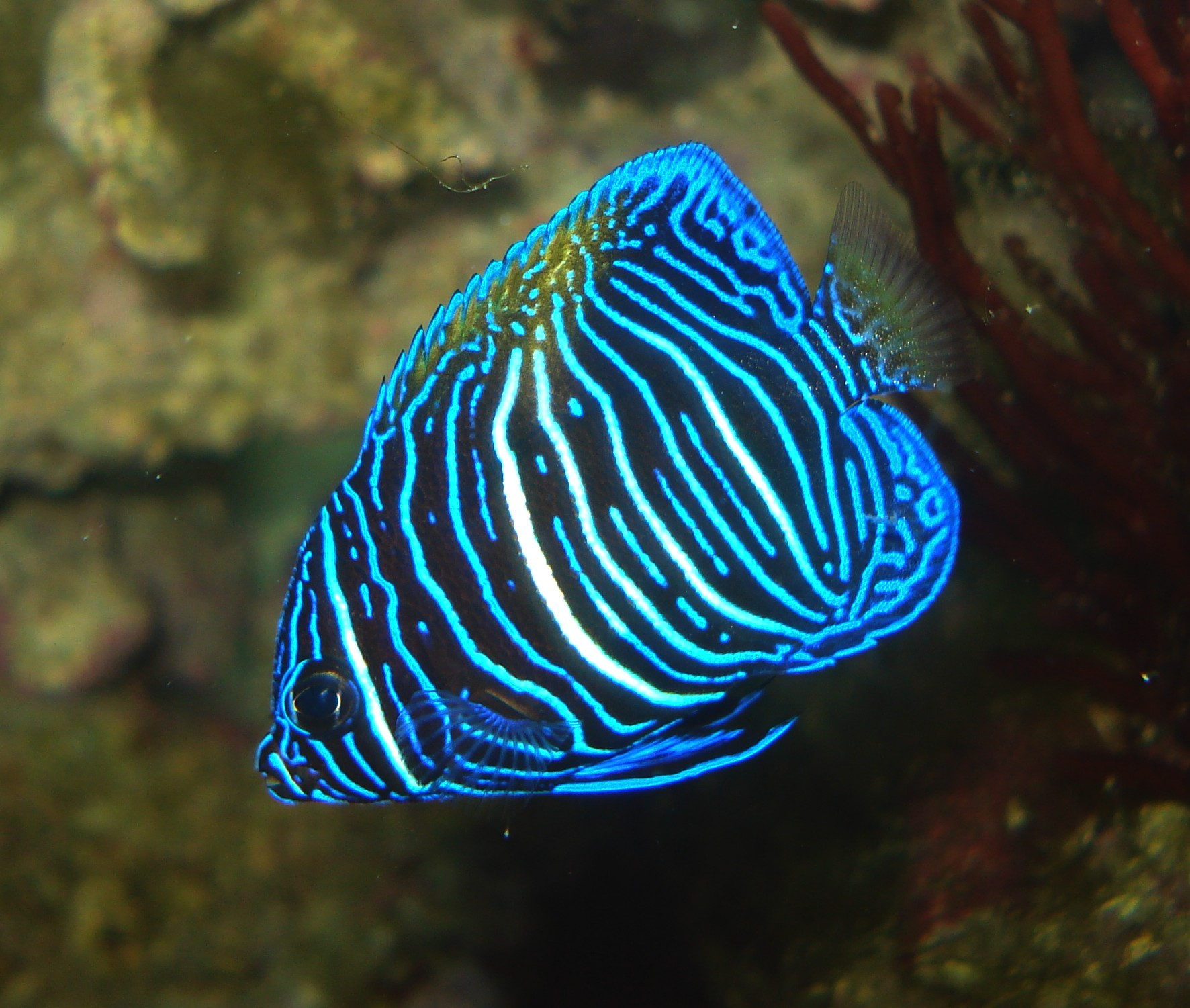
Pomacanthus maculosus
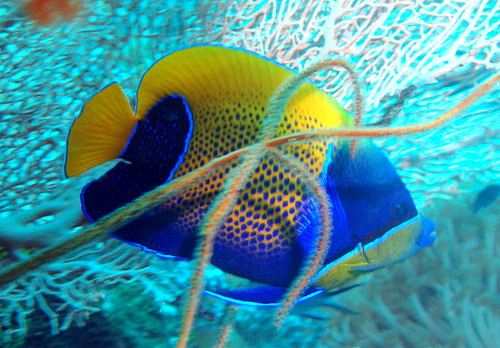
Pomacanthus navarchus
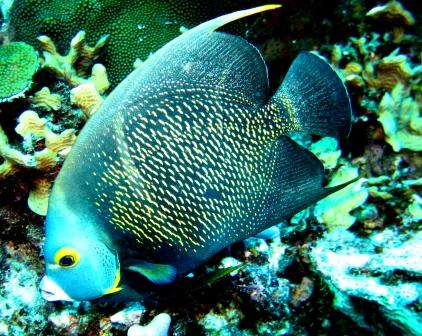
Pomacanthus paru
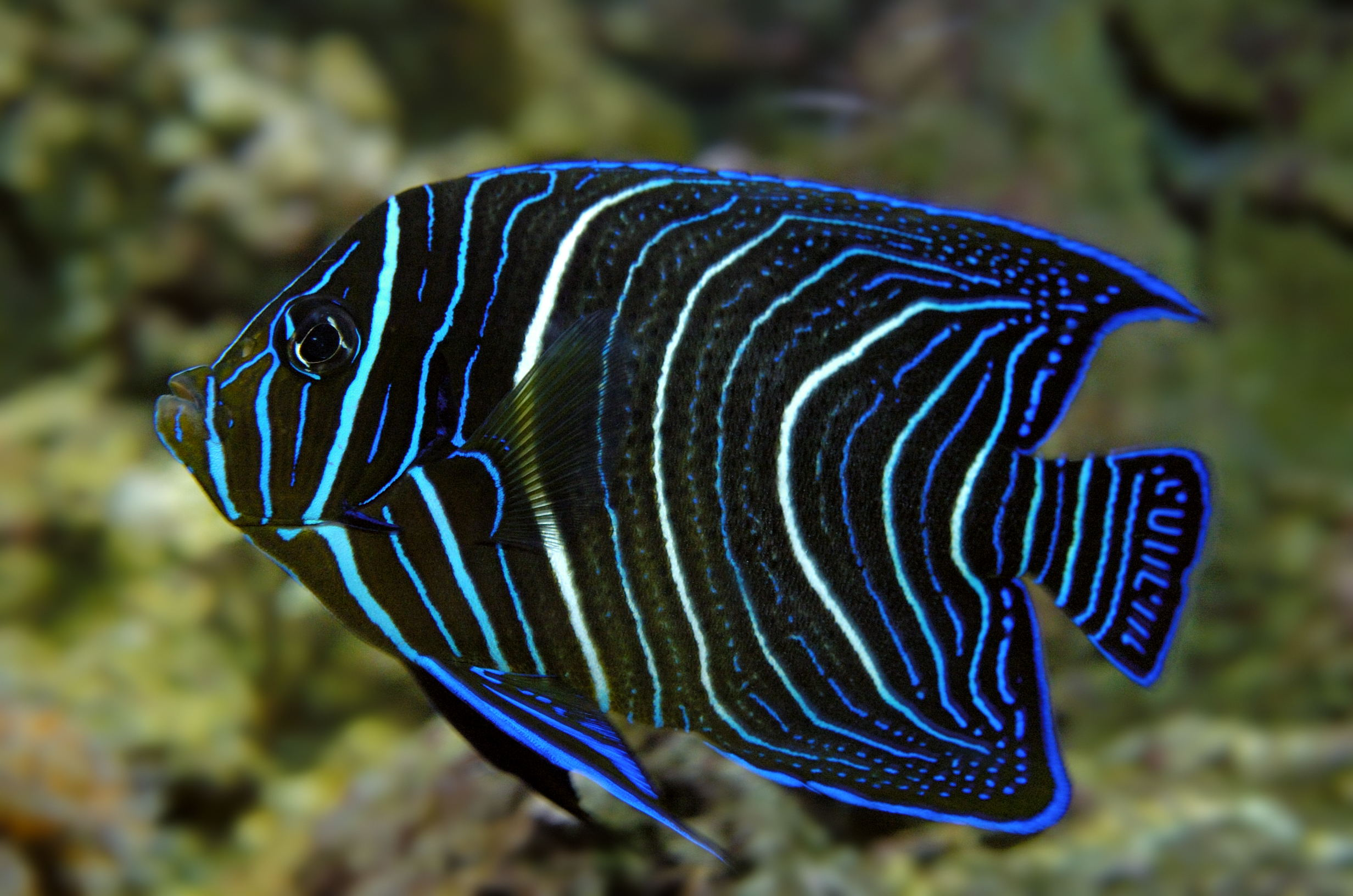
Pomacanthus rhomboides
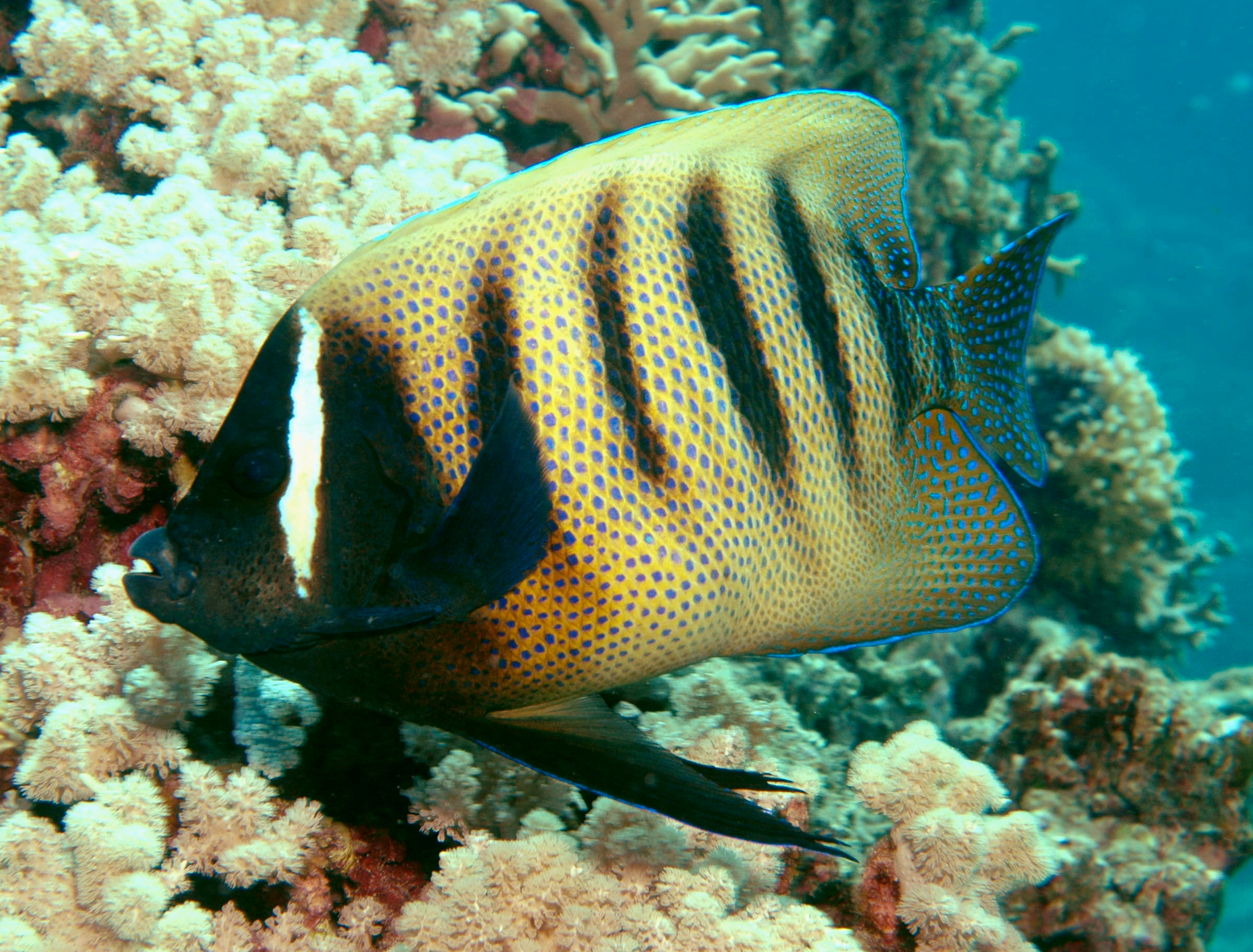
Pomacanthus sexstriatus
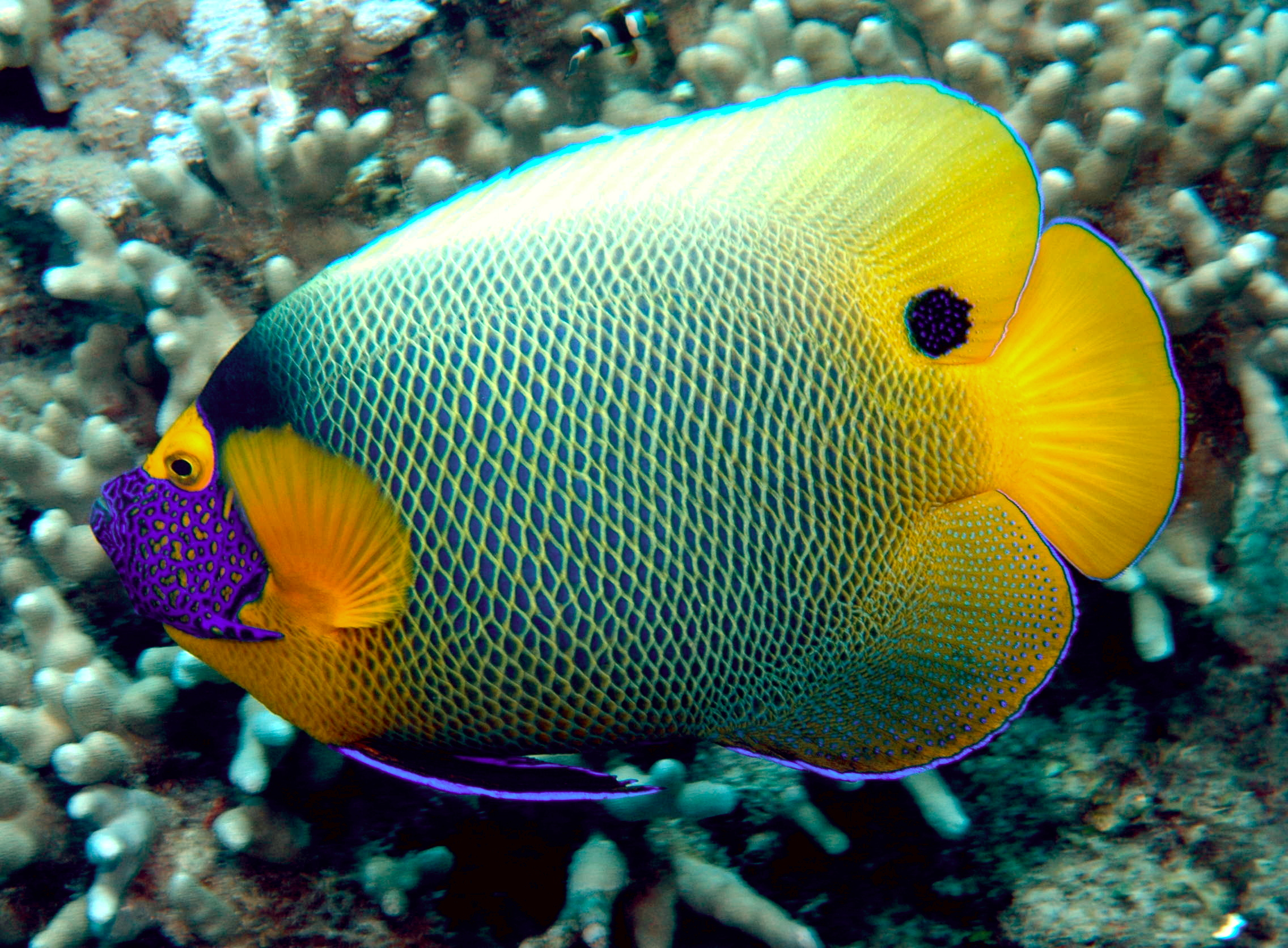
Pomacanthus xanthometopon
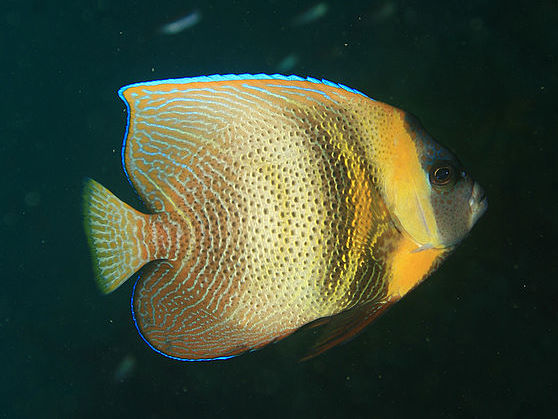
Pomacanthus zonipectus